# نانولوله‌های کربنی در پزشکی
نانولوله‌های کربنی کاربردهای وسیعی در پزشکی نوین پیدا کرده‌اند و مشخصا به صورتی وسیع در حوزه دارورسانی و حسگرهای زیستی به کار می‌روند.
سرطان به عنوان بیماری رشد و تولید مثل غیر نرمال سلول‌ها، یکی از اولین زمینه‌هایی بود که کاربرد نانوله‌های کربنی در دارورسانی مربوط به آن، مورد مطالعه قرار گرفت. در حال حاضر روش‌های درمانی سرطان، جراحی، پرتودرمانی و شیمی‌درمانی است که غالباً روش‌هایی دردآور و پرهزینه با اثرات جانبی شدید است. پژوهش‌ها برای دارورسانی هدفمند به کمک نانولوله‌های کربنی به مناطق تحت تأثیر سرطان، نشان می‌دهد پتانسیل زیادی برای استفاده از این ساختارها برای کاهش درد و هزینه و اثرات جانبی در درمان سلول‌های سرطانی وجود دارد.

## تاریخچه
از سال ۲۰۰۴ نانو لوله‌های کربنی به‌طور گسترده به عنوان حامل‌های دارویی برای انتقال درون سلولی داروهایی شیمی درمانی، پروتئین‌ها و ژن‌ها، مورد بررسی قرار گرفته‌اند.
درمان درون تنی سرطان با استفاده از نانو لوله‌های کربنی در آزمایش‌های بر روی حیوانات توسط گروه‌های پژوهشی مختلف اثبات شده‌است.
نانو لوله‌های کربنی عامل دار شده می‌توانند به عنوان حامل‌های مولکولی در دارورسانی درون تنی و برون تنی استفاده شود که این ساختار در کاربردهای درمان سرطان مورد استفاده قرار گرفته‌است.

نانولوله تک دیواره کربنی با ساختار زیگراگی در حال چرخش

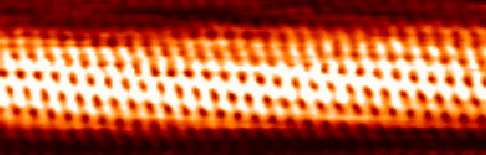
تصویر میکروسکوپ روبشی الکترونی از یک نانولوله کربنی.

## خواص نانو لوله های کربنی
کشف نانو لوله های چند دیواره در سال 1991, موجب شده است که فعالیت های تحقیقاتی گسترده ای درعلوم , به بحث نانولوله های کربنی و کاربردهای آنها اختصاص یابد.دلیل عمده این مسأله تکامل ساختاری مورد انتظار آنها، اندازه کوچک، چگالی کم، سختی بالا، استحکام بالا و خواص عالی الکتریکی آنهاست . همچنین تاکنون خواص بسیار خارقالعادهای از این ماده به دست آمده است که از آن جمله میتوان به مقاومت مکانیکی (صد برابر فولاد)، وزن کم (یک ششم فولاد) هدایت حرارتی (تقریباً دو برابر الماس در دمای اتاق)، هدایت الکتریستیه (109×1 آمپر بر سانتی متر مربع در مقایسه با 106×1 آمپر بر سانتی متر مربع برای مس)، رفتار الکترونیکی متفاوت (هادی یا نیمههادی بودن بر حسب ساختار اتمی) و استحکام کششی خارجی ترین جدارة آن که 100 برابر بیشتر از آلومینیوم است، اشاره کرد.
نسل اخیر کامپوزیت های مورد استفاده برای تعویض استخوان ها و دندانها، مخلوط خاصی از ذرات پرکننده و شیشه ها هستند که دارای خواص مکانیکی ک
افی در مقایسه با بافت اسکلتی هستند. در سال های اخیر تکمیل یک عضله مصنوعی با استفاده از نانولوله کربنی، قدمی دیگر در راستای کاربردهای زیست پزشکی بوده است. نانولوله های کربنی در دارورسانی نیز به کار می روند. آنها می توانند بدون هیچ جراحتی در محل هایی که دارو مورد نیاز است کشت گردیده، به آهستگی دارو را در طول درمان آزاد سازند. همچنین نانولوله های کربنی نویدبخش آینده ای روشن در آزمایش های سلولی هستند، زیرا که می توانند به عنوان لوله های نانویی برای توزیع حجم های بسیار کوچک از سیال یا گاز در داخل سلولهای زنده یا بر روی سطوح، به کار گرفته شوند. به طور کلی نانولوله های کربنی به عنوان موادی رساناتر از مس، محکمتر از فولاد و سبکتر از آلومینیوم و سخت تر از الماس از اهمیت بسیار زیادی برخوردار هستند. زمانی که تولید نانولوله به صورت انبوه و اقتصادی امکان پذیر شود، نانو لوله ها مواد اصلی و اساسی قرن 21 خواهند شد؛ چرا که هم اکنون از آنها به عنوان مادة راهبردی این قرن یاد می شود.

## کاربردهای نانوتکنولوژی در علم پزشکی
- استفاده از ریز کپسولهای خود انفجاری در ارسال دارو
- نقش نانولوله های کربنی در ترمیم استخوان انسان
- توقف خونریزی در کمتر از 15 ثانیه
- نانوتکنولوژی و درمان سرطان

استفاده از ریز کپسول‌های خود انفجاری در ارسال دارو 
شیمیدانان بلژیکی ریز کپسول‌های خود انفجاری را ساخته‌اند که می‌توانند به‌طور دقیق به رهاسازی داروها و واکسن‌ها در درون بدن انسان، حتی چند هفته یا چند ماه پس از تزریق، بپردازند. برخلاف دیگر ریزکپسول‌ها که محتوای دارویی خود را تنها هنگامی رها می‌کنند که در معرض امواج اولتراسونیک یا دیگر تحریک‌کننده‌های خارجی قرار می‌گیرند. این سیستم جدید برای رهاسازی دارو به مکانیسم‌های درونی خود متکی است. هرکدام از این ریز ذرات شامل یک هسته ژله‌ای است که توسط یک غشای لیپیدی احاطه شده است. با تجزیه زیستی هسته ژله‌ای، در درون غشا، فشاری ایجاد می‌شود که موجب ترکیدن کپسول و رها شدن دارو می‌شود.
به گفته این پژوهشگران، این روش می‌تواند طریقه تزریق واکسن‌ها را تغییر دهد. مثلاً به جای انجام چندین تزریق می‌توان یک بار تزریق را انجام داد بطوریکه کپسول‌های مختلفی که قرار است در زمان‌های مختلف و حساب شده‌ای بترکند را می‌توان در تنها یک مرحله به بیمار تزریق کرد و بدین ترتیب بدون احتیاج به تزریق‌های متعدد، دارو در زمان از پیش تعیین شده در بدن آزاد می‌شود. 

## نقش نانولوله های کربنی در ترمیم استخوان انسان
بر اساس تحقیقات انجام شده در دانشگاه کالیفرنیا کسانیکه ازپوکی وشکستگی استخوان رنج میبرنند،مشکلشان با کمک نانولولههای کربنی حل میشود. استحکام، انعطاف پذیری و وزن سبک نانولولههای کربنی به محققان این اجازه را میدهد که جهت نگه داشتن استخوانهای شکسته شده از آنها به عنوان آتل یا داربست برای احیای مجدد استفاده کرد.
یافتههای این محققان منجر به بهبود انعطاف پذیری و استحکام در استخوانهای مصنوعی شده و انواع جدیدی از استخوانهای پیوندی را برای درمان بیماریهای استخوانی بوجود آورده است. استخوانهای مصنوعی از انواع مختلف مواد مانند پلیمرها یا رشتههای پپتید ساخته میشوند اما مشکل آنها نداشتن استحکام زیاد و احتمال پذیرفته نشدن آنها به وسیله بدن است. 
نانولولههای کربنی تک دیواره مواد بسیار محکمی هستند و از آنجا که استخوان یک کامپوزیت طبیعی است که از مخلوط مواد آلی و غیر آلی تشکیل شده نانولولهها میتوانند جایگزین بسیار مناسبی برای قسمت آلی استخوان باشند. نسوخ استخوانی، کامپوزیت طبیعی از رشتههای کلاژن و بلورهای هیدروکسی آپاتیت بر پایه معدنی فسفات کلسیم هستند. 
دانشمندان در آزمایشات خود بر روی موشهای آزمایشگاهی از این نوع مایع که حاوی پروتئین‌های یاد شده بودند بر روی زخم‌های باز و در بافتهای گوناگون استفاده کردند که از آن جمله می توان به بافت هایی همچون مغز، کلیه، پوست و رشته‌های عصبی اشاره کرد.و در تمام این موارد توانستند بلافاصله خونریزی را در بافت و رگ آسیب دیده کنترل کنند.

## نانوتکنولوژی و درمان سرطان
تاکنون تعامل میان فناورینانو در زمینة سرطان و زیستشناسی سرطان، تحولی عظیم در روشهای تشخیص، درمان و پیشگیری از سرطان ایجاد کرده است، که این دستاوردها آغازی برای رسیدن به کاربردهای بالینی میباشند. فناورینانو با ارائه ابزارهای جدید موجب تسریع روند تشخیص سرطان در مراکز درمان سرطان و آزمایشگاههای تحقیقاتی و نیز درک چگونگی عوامل و فرایندهای ایجاد کنندة این بیماری و دلایل پیشرفت آن، گشته است. 
مثالی که میتواند به منظور درک بیشتر پتانسیل وسیع فناورینانو در زمینة تغییر روشهای تشخیص و درمان سرطان به کار رود استفاده از نانوذرات میباشد 
دکترParas Prasad از گروه شیمی و دکتر Raoul kopelman از گروه فیزیک دانشگاه میشیگان، نانوذرات کروی تولید نمودند که شکلی شبیه به توپهای تنیس، البته با ابعادی برابر با یک دههزارم یک سر سوزن، دارند. این نانوذرات بهطور همزمان قادر به تشخیص تومورهای سرطانی بسیار ریز و نیز انتقال داروهای بسیار مؤثر و نابود کنندة این سلولها در یک موجود زنده میباشند. استفاده از این نانوذرات به عنوان دارو و برای درمان سلولهای بدخیم سرطانی هیچگونه تأثیر سوئی بر سلولها و بافتهای سالم بدن بر جای نمی‌گذارند. پس از رسیدن این نانوذرات به تومورها، داروهای درون آنها به وسیله نوارهای باریک نور لیزر فعال میشوند. این نانوذرات همچنین قادر به مشخص نمودن میزان تأثیر درمان بر سلولهای بدخیم میباشند. این ایدة بزرگ که تنها با تزریق یک عامل بتوان تشخیص، درمان و گزارش در مورد میزان اثر بخشی درمان را انجام داد، امری است که فقط با کمک فناورینانو میسر	میشود.
در عین حال قابل ذکر است که به کارگیری نانوذرات در این زمینه دو مزیت عمده دارد: 	
مورد اول، کارکرد یک نانوذره به صورت یک عامل هدفگیرنده است. 
دومین دلیل برای این موضوع که چرا عملکرد ترکیب نانوذره با عوامل هدفگیرنده برای تشخیص یا درمان سلولهای سرطانی از سایر روشها بهتر است، این است که بر خلاف یک مولکول دارو یا یک عامل 
تصویر برداری که عملکرد شیمیایی خاصی دارند، یک نانو ذره به صورت ظرف بزرگی میباشد که میتواند مملو از دهها یا صدها عامل تصویربرداری یا مولکول دارو باشد. پر نمودن یک نانوذرة هدفگیرنده با دارو، میتواند به مقدار زیادی در کاهش اثرات سمی داروهای درمان سرطان مؤثر باشد. از این طریق میتوان داروی بیشتری را به محل تومور رساند و از رسیدن دارو به بافتهای سالم جلوگیری نمود و بدین طریق اثرات جانبی استفاده از این داروها را تا حد زیادی کاهش داد، در عین اینکه میزان اثر بخشی آنها نیز بهبود مییابد.
نانو ذرات چه هدف گیرنده باشند و چه نباشند، از طریق کاهش به کارگیری مواد شیمیایی مختلف در ترکیب دارو که برای افزایش انحلالپذیری این داروها در سیالات بدن به کار میروند، نقش عمدهای در کاهش عوارض
استفاده از داروهای ضد سرطان دارند.
در داخل خانواده نانومواد، نانولوله های کربنی (Cnt) به عنوان یک ابزار جایگزین و کارآمد برای حمل و نقل و انتقال مولکول های درمانی ظهور کرده اند. cnt می تواند با پیوند های زیست فعال، پروتئین ها، اسیدهای نوکلئیک و داروها کاربرد داشته و برای تحویل داروها به سلول ها و ارگان ها استفاده شود. از آنجائیکه عملکرد cntنشان دهنده مسمومیت کم و ایمنی هستند ، چنین سیستمی دارای توان بالقوه ای در زمینه فناوری نانو می باشد. معرفی نانولوله های کربنی (cnt) مواد ایده‌آل برای کاربردهای مختلف محسوب می شود که از الیاف فوق العاده قوی تا نمایشگرهای انتشار میدان استفاده می شود. به تازگی، cnt علاقه زیادی به زیست شناسی ایجاد کرده است که در آن cnt اصلاح شده مناسب می تواند به عنوان سیستم های تحویل واکسن یا پروتئین برای حمل و نقل استفاده شود.
دانشمندان معتقدند که فناورینانو تحولات بسیار عظیمی را در زمینة سرطان ایجاد خواهد کرد که منافع آن برای بیماران سرطانی بیشمار خواهد بود. 

## درمان هدفمند و داروهای هوشمند
در سال های اخیر با هدف بهینه سازی اثر درمانی داروهای موجود در بازار تلاش های گسترده ای از سوی دانشمندان انجام شده است که به روش های نوین و به دور از عوارض جانبی و اثرات ناخواسته مصرف داروها ، بیماری ها را توانست درمان کرد به این ترتیب مصرف داروها برای بیماری تسهیل شد و دیگر به مراقبت خاص یا روش های درمانی پیچیده و تهاجمی نیازی نیست ؛ البته جنبه اقتصادی داروها و مقرون به صرفه بودن آن ها نیز از اهمیت خاصی برخوردار است .
نکته مهم در مورد داروهای کنونی این است که خود دارو به تنهایی اثرات درمانی خوبی دارد ولی از آن جایی که بعد از مصرف ، دارو در همه بدن پخش شده و به قسمت های مختلف بدن میرود ، باید مقدار زیادی دارو مصرف شود تا به مقدار مورد نیاز درمان در محل اثر در دسترس قرار گیرد و از طرفی دیگر توزیع دارو در همه بدن باعث بروز اثرات نا خواسته در بدن می شود ، بنابراین درمانگر را از اهداف درمانی دور می کند.
یکی از مثال های خوب این موضوع داروهای ضد سرطان است که به خودی خود خاصیت ازبین بردن تومور را دارند ولی پیش از این که به تومور رسیده و آن را از بین ببرد، مشکلات متعددی ایجاد کرده و باعث از بین رفتن و آسیب رساندن  به بافت ها و سلول های سالم را دارد . برای همین درمان بسیاری از سرطان ها موفقیت آمیز نبوده و در مواردی بیمار به جای اینکه در اثر بیماری با مشکل روبرو شود، در اثر عوارض دارو باید با مشکلاتی دست و پنجه نرم کند .
درمان هدفمند دارای اثرات جانبی کمتر و تاثیر بیشتر است و با توجه به رشد سریع سلول های سرطانی نسبت به سلول های سالم ، برهمکنش این داروها با سلول های سرطانی بیشتر می شود .(3)
یکی از تلاش های مهم برای رفع کاستی ها و محدودیت های موجود در این حوزه ، طراحی و ساخت داروهایی است که اصطلاحاً آن ها را داروهای هوشمند و هدفمند می نامند. ویژگی منحصر یه فرد این دروها این است که قابلیت پیدا کردن محل اثر خود در بدن را داشته و بدون وارد شدن به بافت های سالم و آسیب رساندن به آن ها به محل اثر خود رفته و درمان را انجام می دهند . فعالیت این داروها مانند این است که بتوان به بسته حاوی دارو یا حامل دارو نشانی داده و آن هم مانند پیک دارویی عمل کرده و دارو را به نشانی مورد نظر برساند و آن جا تحویل دهد . در این شرایط عوارض جانبی دارو کم و گاهی به طور کامل حذف می شود و علاوه بر این مقدار مصرفی دارو نیز کاهش پیدا می کند .

## نانولوله های کربنی
یکی از اکتشافات بزرگ مربوط به نانو تکنولوژی ، کشف نانولوله هاست . نانولوله ها صفحاتی از اتم های کربن هستند که درون قسمتی غلطک مانند حرکت می کنند و در ظاهر شبیه توری های سیمی هستند که بر روی یک سمت آن ها پوششی قرار گرفته است . نانولوله های کربنی تو خالی هستند و نلنولوله های کربنی از منابع کربنی مانند گرافیت یا گازهای هیدرو کربنی به وسیله روش هایی مانند : TCVD ، laser ablation  ساخته می شوند .
این مواد به علت داشتن خواصی مانند سطح ویژه زیاد)  m^2/g 1000 _700 ( استحکام زیاد ( حدودا 50 برابر فولاد) و خصوصیات الکتریکی و الکترونیکی استثنائی موارد کاربرد زیادی از جمله استفاده به عنوان پایه کاتالیست ، تقویت مکانیکی پلیمر ها و کامپوزیت ها و ساخت قطعات الکترونیکی دارند . آن ها 10 برابر فولاد محکمتر اند در حالی که وزن آن ها یک ششم وزن فولاد است . این امتیاز باعث شده است که آن ها اولین انتخاب برای ساختن پل ها ، هواپیما ها و حتی سفینه های فضایی باشند . امتیاز مهم نانو لوله ها این است که در هر دو حالت رسانا و نارسانا وجود دارند و این ویژگی موجب استفاده آن ها در وسایل مختلف الکتریکی شده است .
نانولوله ها دو نوع هستند : نانولوله های جند دیواره و نانولوله های تک دیواره ای که به ترتیب در سال 1991 و 1993 کشف شدند . نوع چند دیواره ای از الیاف گرافیتی ساخته می شود در حالی که نانو لوله های تک دیواره ای از الیاف فولرن کشیده شده تشکیل شده اند. 
به دنبال کشف و شناسایی نانو لوله های کربنی توسط فیزیکدان ژاپنی یومیوا ایجیما ، این ترکیبات توجه بسیاری را به عنوان یک نانو مواد چند بعدی با کاربردهای فراوانی به خود جلب کرده اند . اول از همه با توجه به قدرت کشش استثنایی بالا و ضریب کشسانی زیاد این ترکیبات کربنی ، نانولوله های کربنی یکی از قدرتمند ترین و سخت ترین مواد شناسایی شده ظاهر شده اند . نانو لوله های کربنی همچنین رساناهای حرارتی و الکتریکی عالی با قابلیت های اضافی جهت جذب شدت نور و ایجاد سیگنال های قوی رامان هستند که توصیف غیر مخرب و ساده آن ها را امکان پذیر می سازد . با توجه به مشخصه های منحصر به فرد و متمایز ، نانو لوله ها به طور موفقیت آمیزی جهت ایجاد میکروالکترونیک های جدید و کاربردی ابزارهای ذخیره انرژی ، کامپوزیت های متراکم و حسگرها بررسی و کاربرده شده اند. 
بر حسب کاربردهای زیست پزشکی ، نانولوله ها پتلنسیل متمایزی در حوزه های مهندسی نساجی ، انتقال دارو و قطعات حرارتی نشان داده اند. 
نانولوله ها قادر به حمایت از رشد سلول های استخوانی ، نورون های عصبی و کاردیومیوست ها هستند . توانایی و قابلیت مربوط به نانولوله ها به خصوص نانو لوله های کربنی تک دیواره ، جهت جذب و تبدیل تابش الکترو مغناطیس به خصوص مادون قرمز و نزدیک (NIR) به انرژی گرمایی یا انرژی صوتی برای درمان توسط گرما یا صوت در برابر سلول های سرطانی استفاده شده اند.
با توجه به کاربرد این ترکیبات در انتقال عوامل درمانی ، این موارد به عنوان حامل هایی برای انتقال دارویی هدفمند و کنترل شده جهت بهبود فعالیت دارویی مولکول های زیست فعال و کاهش همزمان اثرات جانبی نامطلوب آن ها به کار برده شده اند . در واقع عوامل درمانی گوناگون از مولکول های کوچیک مانند داروهای شیمی درمانی ، ضد میکروب ، عوامل ضد فساد تا عوامل بیولوژیکی بسیار پیچیده مانند واکسن های پایه پیتیدی ، آنتی بادی ها و ریبونوکلیئک اسیدهای تداخلی کوچک به طور موفقیت آمیزی توسط نانولوله های کربنی انتقال یافته اند.
در واقع نانولوله ها دارای مشخصه های فریبنده ای هستند که آن ها را به عنوان حامل های انتقال دارو بسیار جذاب نموده اند . اول آن که نانو حامل ها شامل نانو ذرات (NP) ، لیپوزوم ها و نانولوله های کربنی تحت تاثیر اثر نفوذ پذیری و بازداری تقویت یافته واقع می شوند . 

## فرایندهای تولید نانولوله های کربنی
روش های مختلفی نیز برای سنتز نانولوله های کربنی بكار گرفته شده است که به دو نوع فیزیكی و شیمیایی تقسیم می شوند. در حال حاضر سه تكنیک اصلی برای سنتز انواع نانولوله های کربنی بكار می رود: تخلیه قوس الكتریكی (فیزیكی)، تبخیر لیزری (فیزیكی) و رسوب از فاز بخار (شیمیایی).

## تخلیه قوس الکتریکی
اولین روش تولید نانولوله ی کربنی، فرایند قوسی است که در سال 1991 توسط ایجیما در ژاپن پایه گذاری شد. قوس الكتریكی، جرقه الكتریكی گازی است که تخلیه پلاسمای پیوسته را ایجاد می کند که این مساله ناشی از جریان الكتریسیته از میان محیطی مانند هوا است که در شرایط عادی، غیرهادی است. معادل این واژه، اصطلاح قوس است. در این روش اتم های کربن به وسیله عبور جریان بالا از دو قطب آند و کاتد در داخل پلاسمای گاز هلیم داغ شده و بخار میشوند. ب عبارتی دیگر دراین روش الكترودها در اثر حرارت سفید رنگ می شود. ستونی از گاز ملتهب رسانای خوب الكتریكی بین الكترودها وجود دارد. در قوس معمولی این ستون نوری بسیار کمتر از نور تكه های کربن سفید شده از آزمایش های مربوط به گرما گسیل میکنند. چون الكترود مثبت دمایش از الكترود منفی بیشتر است زود تر از بین می رود. در نتیجه تصعید شدید کربن صورت گرفته و در آن الكترود(الكترود مثبت) فرورفتگی به وجود می آید که به دهانه مثبت معروف است و داغ ترین نقطه الكترودهاست. این روش قوس پلاسما نیز نامیده میشود که در به صورت تصویری در پایین اورده شده .

## آرمایش تخلیه قوس
در این روش که قدیمی ترین روش محسوب می شود، جرقه ای که بین دو الكترود گرافیتی ایجاد می شود، سبب می گردد، کربن یک الكترود جدا و بصورت دوده روی دیگری متراکم گردد. راندمان در ابتدا پایین بوده ولی با اصلاح، فرایند بهبود یافته است. این روش برای تولید انبوه نانولوله های مورد استفاده در مواد کامپوزیتی، مناسب است. عیوب این روش مقدار کربن آمورف تولید شده در این روش زیاد می باشد. و اندازه الكترودها و راکتور ، راندمان واکنش را محدود می سازند.

## تبخیر/ سایش لیزری
در این روش از دو میله گرافیتی به عنوان الكترود (کاتد و آند) استفاده میشود. در امتداد محورآند حفرهای ایجاد شده و با مخلوطی از پودر گرافیت و کاتالیست پُر میگردد. کاتد و آند به صورت افقی درون یک رآکتور نصب میشوند. پس از برقراری خلا مناسب و با ورود گاز هلیوم، یک جریان DC بین ۱4 تا 144 آمپر از میان دو الكترود گرافیتی عبور میکند و قوس الكتریكی بین دو الكترود ایجاد میگردد. گرمای زیاد حاصل از قوس الكتریكی، آند گرافیتی تو خالی را تبخیر و یونیزه میکند. کاتیون های کربن اتمی تولید شده، به طرف کاتد حرکت کرده و با گرفتن الكترون بر روی سطح کاتد شروع به رشد میکنند. علی رغم سهولت این روش در تولید نانولوله های کربنی، مقدار کربن آمورف تولید شده در این روش زیاد بوده و فرایند پیوسته نیست .همچنین اندازه الكترودها و رآکتور، راندمان واکنش را محدود میسازند. محصول روش قوس الكتریكی، معمولا محتوای نانولوله های چنددیواره میباشد که به شرایط آزمایش مانند جریان قوس الكتریكی، فشار و نوع گاز بستگی دارد. این روش نیاز به الكترودهای گرافیتی با خلوص بالا و ذرات فلزی و گازهای هلیوم، آرگون، یا هیدروژن با خلوص بالا دارد. به علاوه، محصول تولید شده توسط این روش، نیاز به عملیات خالص سازی نیز دارد. بنابراین، این روش، روش گرانی است.
در سال 1991 ،تكنیک تبخیر از طریق لیزر پالس شده دوتایی، برای بهینه سازی روش لیزر به منظور تولید نانولوله های تک دیواره در مقادیر گرم با کارائی بیشتر از 70% به کار رفته بود. نمونه هایی از طریق تبخیر لیزری میله های گرافیتی با مخلوطی 50 : 50 ا ز پودر کبالت ونیكل ( اندازه ذرات در حدود تقریباً یک میكرون 1μm  ) در دمای 1244 درجه سانتیگراد تحت تأثیر جریانی از گاز آرگون تهیه شده بودند و در ادامه در دمای 1000 درجه سانتیگراد تحت خلا عملیات حرارتی بر روی آنها انجام شده بود تا بدین وسیله C60 و فولرن های دیگر زدوده و جدا شوند. پس از اعمال نخستین پالس لیزر برای تبخیر، پالس ثانویه ای به منظور تبخیر یكنواخت تر هدف به کار رفت. استفاده از دو پالس متوالی از لیزر مقدار کربن رسوب گذاری شده به صورت دود را به حداقل میرساند. پالس لیزر دوم ذرات بزرگتر را میشكند که از طریق نخستین پالس قبلا ساییده و کاهش پیدا کرده بودند و آنها را به درون ساختار نانولوله در حال رشد تغذیه میکند.

## دستگاه تبخیر/ سايش لیزری
در نتیجه این ماده به صورت پارچه بافته شده ای از رشته هایی به قطر 20-10nm  وبه طول μm 100یا بیشتر به نظر میرسند. هر رشته، معلوم شده است که در ابتدا شامل کلافی درهم پیچیده از نانولوله های تک دیواره امتداد داده شده در راستای یک محور مشترک می باشد. از طریق تغییر دادن درجه حرارت رشد، ترکیب کاتالیست و سایر پارامترهای فرآیند میتوان قطر میانگین نانولوله و توزیع آن را تغییر داد. از لیزر برای تبخیر هدف گرافیتی، در کوره هایی به دمای 1200 C و حاوی هلیوم و نیتروژن با فشار بالا استفاده می شود. تبخیر لیزری، راندمان بالاتری نسبت به تخلیه از الكتریكی دارد. این روش برای تولید انبوه نانولوله های مورد استفاده در مواد کامپوزیتی، کاربرد دارد.

## کاربردهای نانو لوله های کربنی در دارو رسانی
نانو لوله های کربنی به دلیل خواص منحصر به فردشان دارای قابلیت فوق العاده ای به عنوان یک جایگاه برای اتصال مولکول های دارو و رساندن دارو به بافت هدف هستند . جهت تقویت بیشتر سیستم های انتقال دارو بر پایه نانو لوله کربنی مولکول های هدف مانند فولیک اسید ، آنتی بادی ها  ، نانو ذرات مغناطیسی می توانند بیشتر بر روی نانولوله های کربنی بارگذاری شده توسط دارو به صورت کوالانسی یا غیر کوالانسی متصل شوند تا قابلیت هدفگیری فعال را از طریق اندوسیتوزیس تبادل کند .
همچنین بخش های انعکاسی همانند نوکلئوتیدهای رادیو اکتیو و پروب های فلورسانس نیز می توانند به نانولوله ها متصل شده تا نقل و انتقال درون موالکولی و توزیع زیستی درون و خارج از بدن را به سهولت و به طور تهاجمی دنبال کند.
علارغم مزایای ذکر شده در خصوص نانولوله های کربنی برای انتقال هدفمند دارو مانند دارا بودن نسبت سطح به حجم بالا با قابلیت عامل دار شدن ، جذب سریع مولکولی و ... مواردی مانند سمیت مربوط به کاربرد های زیست پزشکی تا به امروز بحث برانگیز باقی مانده است . علی رغم تلاش های موفقیت آمیز گوناگون در خصوص انتقال دارو با نانولوله های کربنی در خارج از بدن تا یک درجه پایین تر در درون بدن ، سیستم های دارورسانی هنوز نسبت به آن جه که برای استفاده در سیستم های پزشکی واقعی قابل قبول بوده است دور از دسترس در نظر گرفته می شوند . همانطور که بیان شد درک ابتدایی مربوط به سمیت نانولوله ها مشخص شده است . به طور کلی نانولوله ها با دارا بودن سطوح آبگریز غیر عامل دار و درجه بالایی از آلودگی فلزات سنگین باقی مانده تمایل به سمیت سلولی بیشتر دارند . 
مشکل آلودگی فلزات سنگین می تواند ، به سهولت توسط خالص سازی برطرف شود در حالی که مواردی همچون قابلیت پراکندگی آبی ضعیف و تمایل به تجمع بالای نانو لوله های اولیه می توانند توسط عامل دار کردن مناسب سطح حل شوند . 
عامل دار کردن می تواند ، توسط پوشش دهی غیر کوالانسی با درشت مولکول های آمفیفیلیک ( ترکیب های آلی شامل گروه های محلول و نامحلول  در آب ) مانند لیپر ، پلیمرها یا بهبود ساختار اسکلتی با گروه های عاملی آب دوست صورت گیرد علاوه بر بهبود قابلیت پراکندگی آبی و کاهش سمیت سلولی ، عامل دار کردن سطح نیز جایگاه های اتصال اضافی برای بارگذاری داروها ، برای روش های هدفگیری یا برای اهداف عکس برداری فراهم می کند . در مجموع نانولوله ها به خصوص آن دسته از نانولوله ها که با پلیمر ها عامل دار شده اند دارای نیمه عمر گردشی طولانی و قابلیت دسترس پذیری زیستی بهبود یافته هستند .
در آزمایشات صورت گرفته مشخص شده است که نانولوله های پایدار و محلول در آب بسیار سازگار با محیط زیست، غیر سمی و به طور بالقوه برای کاربردهای زیست پزشکی کاربرد دارند. توزیع های بیولوژیکی با عملکرد و احتمالا اندازه نانولوله ها نیز متفاوت است، با تمایل به تجمع در سیستم رتیکولودنوئیدی (RES)، از جمله کبد و طحال، پس از تزریق داخل بدن اگر به خوبی عملکرده باشد ، نانولوله ها عمدتا از طریق مسیر صفراوی در مدفوع دفع می شوند. تحویل داروهای مبتنی بر نانولوله کربن در آزمایش های مختلف آزمایشگاهی  از جمله تحویل RNA (سارنای)، پلاکتاکسل و دوکسوروبیسین، وعده داده شده است. علاوه بر این، نانولوله های کربنی تک سیلند با خواص نوری جالب ذاتی، به عنوان فتوولومینسانس جدید و عوامل کنتراست فتوآکوستیک برای تصویربرداری از سلول ها و حیوانات استفاده شده است
در سال های اخیر، تلاش هایی نیز برای بررسی قابلیت های بالقوه بیولوژیکی cnts، با توجه به ابعاد، شکل و ساختار جالب خود، و همچنین ویژگی های فیزیکی جذاب و منحصر به فرد با قطرهای 1 و 2 نانومتر و طول های کوتاه تا 50 نانومتر تا 1 سانتیمتر، یا به عبارتی برنج های یک بعدی نانومواد هستند که میتوانند در محیط بیولوژیکی عمل کنند و فرصت های جدیدی در تحقیقات زیست پزشکی ارائه دهند. نانولوله ی قابل انعطاف ممکن است برای تسهیل اتصال چندین اتصال کاربردی به یک سلول، که منجر به اثر چند واکنشی شده و اتصال نانولوله های با لیگاند های هدفمند شود. اتصال سلول های مولکولی از مولکول های مختلف را می تواند به راحتی بر روی سطح پلیارومایک نانولوله ها به دست آورد. 
(swnts) مواد بسیار جذبی با جذب نوری قوی در محدوده نزدیک به مادون قرمز به علت انتقال نوری هستند و در نتیجه می تواند برای درمان فوتوترمال استفاده شود و تصویربرداری فتوشاپی ، سوپ نیمه هادی ها با فاصله های باند کوچک به ترتیب 1 عدد فوتولومینسانس را در محدوده نویر نشان می دهد. محدوده انتشار تابش 800 نانومتر 2000 است ،که پنجره شفافیت بافت بیولوژیکی را پوشش می دهد و بنابراین مناسب برای تصویربرداری بیولوژیکی است. 
swnts نیز دارای امضاهای مختلف برای تشخیص / تصویربرداری است که دارای مقطع پراکندگی بزرگ برای لوله های تک است .خواص فیزیکی ذاتی swnts می تواند برای تصویربرداری چند متغیری و درمان استفاده شود. در مقابل swnts، mwnts توسط چند لایه گرافن تشکیل شده و دارای قطر بسیار بزرگتر (10 100nm) هستند. اگر چه mwnts خواص نوری ثروتمند و جذاب تر از swnts را نشان می دهد، استفاده از آنها در سیستم های بیولوژیکی می تواند متفاوت باشد از جنس های بریده شده به دلیل اندازه های بزرگتر آنها، که می تواند راه حل های مختلف برای مقاصد مختلف ارائه دهد، مانند تحویل بیومولکول های بزرگ از جمله پلاسمید های Dna به سلول تحقیقات در جهت استفاده از نانولوله های کربنی برای کاربردهای بیومدیک، به واسطه خواص مختلف CNT، به سرعت در حال پیشرفت است.سنسورهای مبتنی بر cnt برای تشخیص گونه های بیولوژیکی از جمله پروتئین و DNA توسعه یافته اند . بر اساس خصوصیات نوری آنها، swnts را می توان به عنوان برچسب های نوری یا کنتراست برای روش های مختلف تصویربرداری بیولوژیکی  استفاده کرد. در تحقیقات نشان داده شده  که cnts به درستی فعال شده قادر به وارد شدن به سلول های بدون سمیت هستند، حمل کالاهای مولکولی مختلف به سلول ها آخرین مطالعه است که نشان داده است وعده استفاده از cnts برای درمان سرطان در یک مدل موش صورت گرفته است ، اما علیرغم این یافته های هیجان انگیز، محققان گزارش های منفی از CNT را گزارش کرده اند که  نشان می دهد نانولوله های غیرفعال شده برای سلول ها و حیوانات سمی هستند. توزیع بیولوژیکی و سرنوشت طولانی مدت CNT ها توسط چندین گروه مختلف مورد بررسی قرار گرفته است، نتایج مختلف با استفاده از روش ها و مواد مختلف بدست آمده است.این یافته های بحث برانگیز نیاز به توضیح دارد تا از آشفتگی مردم جلوگیری شود.